# Lijst van SA-Brigadeführers
De volgende lijst geeft een overzicht van personen die de rang van Brigadeführer verkregen in de Sturmabteilung (SA), een paramilitaire groepering in Duitsland, die aanvankelijk als knokploeg voor de jonge NSDAP diende, een sterke ledengroei kende (tot 4,5 miljoen leden), tot zij in 1934 door Hitler op een zijspoor werd gezet.
In 1969 werd in opdracht van het Bundesarchiv door Horst Henrich een lijst opgesteld van officieren met de rang Obergruppenführer, Gruppenführer, Brigadeführer. Deze is gemaakt op basis van de bevorderingen door de leiding van de SA, dat wil zeggen: openbare mededelingen uit de jaren 1931 tot 1944. De Schutzstaffel (SS) maakte officieel deel uit van de SA, totdat deze in juli 1934 werd afgesplitst. De SS-Brigadeführers die tussen 1931 en juli 1934 waren bevorderd worden daarom als SA-Brigadeführer beschouwd.
De volgorde in de lijst is naar anciënniteit, dat wil zeggen: de datum van bevordering tot Brigadeführer.

## SA-Brigadeführer

### 1933
- Georg Luber: 27. Juni 1933
- Kurt von Barisani: 1 juli 1933
- Heinrich Hager: 1 juli 1933
- Daniel Hauer: 1 juli 1933
- Robert Kobbe: 1 juli 1933
- Hans Karl Koch: 1 juli 1933
- Erwin Kraus: 1 juli 1933
- Rudolf May: 1 juli 1933
- Helmut Oldenbourg: 1 juli 1933
- Robert Palm: 1 juli 1933
- Helmut Quitzrau: 1 juli 1933
- Hans Ramshorn: 1 juli 1933
- Karl Sauke: 1 juli 1933
- Wilhelm Schneemann: 1 juli 1933
- Heinrich Soest: 1 juli 1933
- Max Thomas: 1 juli 1933
- Willi Veller: 1 juli 1933
- Peter Vogt: 1 juli 1933
- August Wetter: 1 juli 1933
- Georg von Walthausen: 1 juli 1933
- Kurt Wege: 3 juli 1933
- Theodor Oppermann: 20 juli 1933
- Johann-Erasmus von Malsen-Ponickau: 15 augustus 1933
- Alexander von Humboldt: 1 september 1933
- Hermann von Schöpf: 1 september 1933
- Wilhelm von Grollmann: 1 september 1933
- Friedrich Möhrig: 1 september 1933
- Eberhard von Wechmar: 1 september 1933
- Johannes Lampe: 1 september 1933
- Hermann Zapf: 1 september 1933
- Konrad Häfner: 1 oktober 1933
- Karl Leon Du Moulin-Eckart: 9 november 1933
- Richard Hildebrandt: 9 november 1933
- Max Deventer: 10 november 1933
- Fred Helwig: 10 november 1933
- Otto Bätz: 10 november 1933
- Martin Wisch: 10 november 1933
- Alfred Rodenbücher: 15 december 1933
- Max Henze: 15 december 1933
- Paul Moder: 15 december 1933

### 1934
- Karl Zech: 1 januari 1934
- Richard Herrmann: 15 januari 1934
- Josef Malzer: 15 januari 1934
- Fritz Adam: 15 januari 1934
- Wilhelm Klemm: 15 januari 1934
- Emil Borchmann: 15 januari 1934
- Georg Rau: 1 februari 1934
- Helmut Wähmann: 15 februari 1934
- Wilhelm Heerde: 1 maart 1934
- Theodor Tüllmann: 1 maart 1934
- Henning von Vieregge: 1 maart 1934
- Bodo von Alvensleben: 1 maart 1934
- Gerhard Tappen: 1 maart 1934
- Brückner: 1 maart 1934
- Wilhelm Rediess: 15 maart 1934
- Christoph Diehm: 21 maart 1934
- Paul Scharfe: 20 april 1934
- Paul Hennicke: 20 april 1934
- Wilhelm Stark: 20 april 1934
- Gotthold Dziewas: 20 april 1934
- Wilhelm Sander: 20 april 1934
- Friedrich-Adolf Kuls: 20 april 1934
- Peter von Heydebreck: 20 april 1934
- Wilhelm Dettmer: 20 april 1934
- Friedrich Escher: 20 april 1934
- Heinrich Gerlach: 20 april 1934
- Heinrich Schmidt: 20 april 1934
- Konrad Boese: 25 april 1934
- Otto Teschner: 25 april 1934
- Wilhelm von Holzschuher: 13 juli 1934

### 1935
- Erhard von Schmidt: 20 april 1935
- Friedrich Habenicht: 20 april 1935
- Werner Schwarz: 20 april 1935
- Otto von Molitor: (23 augustus 1895): 20 april 1935
- Georg Schneider: 20 april 1935
- Albert Schönborn: 20 april 1935
- Adolf Schönhoff: 20 april 1935
- Adalbert Herwig: 20 april 1935
- Adolf Tillner: 20 april 1935
- Max-Albert Lorenz: 20 april 1935
- Hans Löwe: 20 april 1935
- Eugen Zech: 20 april 1935
- Georg Schwäble: 15 juli 1935
- Hermann Walch: 9 november 1935
- Walther von Lindenfels: 9 november 1935
- Eberhard Kergel: 9 november 1935
- Peter Kock: 9 november 1935
- Eugen Plorin: 9 november 1935

### 1936
- Siegmund Kunisch: 20 april 1936
- Adolf Freund: 20 april 1936
- Gustav Schmidt: 20 april 1936
- Karl Guttenberger: 20 april 1936
- Heinz Lampe: 20 april 1936
- Johannes Wolter: 20 april 1936
- Albert Brugger: 20 april 1936
- Joachim Weist: 20 april 1936
- Erich Behrendt: 20 april 1936
- Franz von Carlshausen: 20 april 1936
- Paul Arthur Rabe: 20 april 1936
- Paul Unterstab: 20 april 1936
- Herman Genth: 20 april 1936
- Erich Hagenmeyer: 20 april 1936
- Karl Ludwig Schleicher: 20 april 1936
- Richard Owe: 9 november 1936
- Willy Ziegler: 9 november 1936

### 1937
- Richard Fiedler: 30 januari 1937
- Hans Korth: 30 januari 1937
- Friedrich Heuer: 30 januari 1937
- Fritz Stollberg: 30 januari 1937
- Ernst Keller: 30 januari 1937
- Otto Liebel: 30 januari 1937
- Fritz Rilling: 30 januari 1937
- Philipp Wurzbacher: 30 januari 1937
- Hans Hilmeyer: 1 mei 1937
- Otto von Haldenwang: 1 mei 1937
- Carl Friedrich von Pückler-Burghauss: 1 mei 1937
- Ernst Bischoff: 9 november 1937
- Wilhelm Boltz: 9 november 1937
- Theo Croneiß: 9 november 1937
- Peter Fink: 9 november 1937
- Ludwig Fürholzer: 9 november 1937
- Georg Gellert: 9 november 1937
- Karl Jakobsen: 9 november 1937
- Kurt Kärgel: 9 november 1937
- Karl Kleres: 9 november 1937
- Karl Lorsch: 9 november 1937
- Fritz Paschold: 9 november 1937
- Johann Schütze: 9 november 1937
- Gottfried Stubenrauch: 9 november 1937
- Emil Wäckerle: 9 november 1937
- Paul Wegener: 9 november 1937

### 1939
- Adam Durein (20 september 1893): 30 januari 1939
- Lorenz Zahneisen: 30 januari 1939
- Konrad Rahner: 30 januari 1939
- Peter Schug: 30 januari 1939
- Karl Kiel: 30 januari 1939
- Lucian Wysocki: 30 januari 1939
- Willy Bloedorn: 30 januari 1939
- Carl Heck: 30 januari 1939
- Herbert Merker: 30 januari 1939
- Erich Waldvogel: 30 januari 1939
- Helmut Lambert: 9 november 1939
- Hermann Megow: 9 november 1939

### 1940
- Ernst Frenzel: 30 januari 1940
- Heinz Huwerth (3 juni 1900): 30 januari 1940 (Stabsführer der SA-Gruppe Oberrhein)
- Otto Wilkens: 30 januari 1940
- Horst von Petersdorff: 1 juli 1940
- Heinz Behnert: 1 juli 1940
- Oluf Christensen: 1 juli 1940
- Georg Dzwiza (17 januari 1899): 1 juli 1940
- Hans Hauswald: 1 juli 1940
- Walter Hertzer: 1 juli 1940
- Erich Hofmann: 1 juli 1940
- Otto Lohmann: 1 juli 1940
- Walter Prüfke: 1 juli 1940
- Erich Rudzki: 1 juli 1940
- Hellmuth Sassenberg: 1 juli 1940
- Wilhelm Weiskopf: 9 november 1940

### 1941
- Ernst Alms (11 april 1893): 30 januari 1941
- Erich Beck: 30 januari 1941
- Ernst Claußen: 30 januari 1941
- Paul Dorr: 30 januari 1941
- Adolf Düver: 30 januari 1941
- Arthur Etterich: 30 januari 1941
- Hugo Fischer: 30 januari 1941
- Hans Glück: 30 januari 1941
- Fritz Görnnert: 30 januari 1941
- Willy Härtel: 30 januari 1941
- Heinrich Hohm: 30 januari 1941
- Eugen Hübbe: 30 januari 1941
- Karl Jostmeier: 30 januari 1941
- Franz Karmasin: 30 januari 1941
- Wilhelm Kicker: 30 januari 1941
- Johann Koehler: 30 januari 1941
- Franz Kämpf: 30 januari 1941
- Vinzenz Kohl: 30 januari 1941
- Alois Kraft: 30 januari 1941
- Richard Kretzschmar: 30 januari 1941
- Wilhelm Kühnemund: 30 januari 1941
- Erwin Kuhn: 30 januari 1941
- Ludwig Mayr-Falkenberg: 30 januari 1941
- Konrad Mesmer: 30 januari 1941
- Arnold Mühle: 30 januari 1941
- Oskar Müller: 30 januari 1941
- Hermann Neef: 30 januari 1941
- Erwin Nötzelmann: 30 januari 1941
- Werner Römpagel: 30 januari 1941
- Heinrich Urhe: 30 januari 1941
- Robert Sabirowsky: 30 januari 1941
- Georg Schaper: 30 januari 1941
- Hanns Schaudinn: 30 januari 1941
- Fritz Strauß: 30 januari 1941
- Walter Walsberg: 30 januari 1941
- Fritz Schmidt: 30 januari 1941
- August Vollheim: 30 januari 1941
- Richard Steinbügl: 30 januari 1941
- Hubert Thewalt: 30 januari 1941
- Carsten Volquardsen: 30 januari 1941

### 1942
- Robert Bauer: 30 januari 1942
- Leo Bendak: 30 januari 1942
- Hans Cramer: 30 januari 1942
- Fritz von Delius: 30 januari 1942
- Otto-Heinrich Drechsler: 30 januari 1942
- Erich Ernst: 30 januari 1942
- Eginhard Eschborn: 30 januari 1942
- Josef Feichtmayr: 30 januari 1942
- Hermann Fiebing: 30 januari 1942
- Theodor Fründt: 30 januari 1942
- Jakob Gansmayr: 30 januari 1942
- Friedrich Geißelbrecht: 30 januari 1942
- Otto Gohdes: 30 januari 1942
- Wilhelm Greß: 30 januari 1942
- Eduard Kolb: 30 januari 1942
- Arnold Lentzen: 30 januari 1942
- Franz Mayr: 30 januari 1942
- Adolf Neugschwandtner: 30 januari 1942
- Heinz Pernet: 30 januari 1942
- Hans Reimann: 30 januari 1942
- Fritz Richter: 30 januari 1942
- Julius Ruttkowsky: 30 januari 1942
- Karl Schweinle: 30 januari 1942
- Richard Suchenwirth: 30 januari 1942
- Heinrich Theobald: 30 januari 1942
- Wilhelm Metz: 30 januari 1942
- Erwin Kübler: 30 januari 1942
- Arnold Portius: 30 januari 1942
- Karl Schulz: 11 augustus 1942
- Raimund Dahlem: 9 november 1942
- Wilhelm Dennler: 30 januari 1942
- Friedrich Eichinger: 9 november 1942
- Ernst Horn: 9 november 1942
- Walter Kirchhof: 9 november 1942
- Herbert Knabe: 9 november 1942
- Werner Kolb: 9 november 1942
- Heinrich Korth: 9 november 1942
- Martin Luther: 9 november 1942
- Karl Neuscheler: 9 november 1942
- Karl Overhues: 9 november 1942
- Wolf-Werner von der Schulenburg: 9 november 1942
- Walter Troschke: 9 november 1942
- Werner Wächter: 9 november 1942

### 1943
- Hans Heinrich Hofrichter: 29 maart 1943
- Hermann Brunk: 20 april 1943
- Ferdinand Gessert: 20 april 1943
- Richard Pohl: 20 april 1943
- Franz Xaver Dorsch: 1 mei 1943
- Erich Böhme: 20 juli 1943
- Willy Henke: 5 augustus 1943
- Karl Moock: 5 augustus 1943
- Josef Ackermann: 9 november 1943
- Hans von Keiser: 9 november 1943
- Karl Heinrich Sieber: 9 november 1943
- Heinrich Wilke: 9 november 1943
- Georg Haberkern: 9 november 1943

### 1944
- Wilhelm Aschka: 20 april 1944
- Johannes Eberhard Bochmann: 20 april 1944
- Fritz Bennig: 20 april 1944
- Kurt Berger: 20 april 1944
- Friedrich Wilhelm Bethke: 20 april 1944
- Georg Biederer: 20 april 1944
- Bernhard Blum: 20 april 1944
- Arno Breitmeyer: 20 april 1944
- Hans Duckwitz: 20 april 1944
- Franz Escher: 20 april 1944
- Wilhelm Fischer: 20 april 1944
- Emil Frank: 20 april 1944
- Otto Frowein: 20 april 1944
- Fritz Fueckert: 20 april 1944
- Hellmut Ganz: 20 april 1944
- Arnold Glasow: 20 april 1944
- Wilhelm Haas: 20 april 1944
- Alfred Hagemann: 20 april 1944
- Harald von Hedemann: 20 april 1944
- Albrecht Heinrich: 20 april 1944
- Eduard Himpel: 20 april 1944
- Walter Holzmüller (9 januari 1893): 20 april 1944
- August Jäger: 20 april 1944
- Ludwig Kerth (2 januari 1900): 20 april 1944
- Otto Kossatz: 20 april 1944
- Werner Kropp: 20 april 1944
- Karl Kroß: 20 april 1944
- Peter Kruse: 20 april 1944
- Heinrich Ludemann: 20 april 1944
- Anton Lutz: 20 april 1944
- Wilhelm Maul: 20 april 1944
- Oskar Milberg: 20 april 1944
- Heinz Nitzsche: 20 april 1944
- Paul Nüssler: 20 april 1944
- Kurt Peltz: 20 april 1944
- Hans Polikeit: 20 april 1944
- Max Raedler: 20 april 1944
- Karl Reschmann: 20 april 1944
- Rudolf Röhrig: 20 april 1944
- Fritz Sell: 20 april 1944
- Wilhelm Senge: 20 april 1944
- Cäsar Siebe: 20 april 1944
- Fritz Siegel: 20 april 1944
- Hermann Stoess: 20 april 1944
- Christoph Striebe: 20 april 1944
- Heinrich Thiel: 20 april 1944
- Valentin Wagner: 20 april 1944
- Albert Wiczonke: 20 april 1944
- Heinrich Wilhelm Wolf: 20 april 1944
- Friedrich Vogeler: 9 november 1944